# نیژنه پایوا
نیژنه پایوا (به لاتین: Nizhnepayva) یک منطقهٔ مسکونی در روسیه است که در سرزمین آلتای واقع شده‌است.